# Aubeterre
Aubeterre település Franciaországban, Aube megyében. Lakosainak száma 391 fő (2022. január 1.). Aubeterre Chapelle-Vallon, Charmont-sous-Barbuise, Feuges, Mergey és Montsuzain községekkel határos.

## Népesség
A település népessége az elmúlt években az alábbi módon változott:
| Lakosok száma | 111  | 113  | 177  | 212  | 313  | 331  | 357  | 376  | 379  | 391  |
|               | 1968 | 1982 | 1990 | 2006 | 2013 | 2015 | 2017 | 2019 | 2020 | 2022 |